# Purzyce-Trojany
Purzyce-Trojany (prononciation : [puˈʐɨt͡sɛ trɔˈjanɨ]) est un village polonais de la gmina de Grudusk dans le powiat de Ciechanów de la voïvodie de Mazovie dans le centre-est de la Pologne.
Il se situe à environ 5 kilomètres au sud-ouest de Grudusk (siège de la gmina), 20 kilomètres au nord de Ciechanów (siège du powiat) et à 96 kilomètres au nord de Varsovie (capitale de la Pologne).

## Histoire
De 1975 à 1998, le village appartenait administrativement à la voïvodie de Ciechanów.